# Initial Operating Capability
Initial Operating Capability oder Initial Operational Capability (IOC) bezeichnet den formalen Status eines Projekts und wird meist im militärischen Zusammenhang gebraucht. Die Initial Operating Capability gilt üblicherweise als erreicht, sobald das Produkt einen nutzbaren Wert hat und damit an den Nutzer ausgeliefert werden kann. Beispielsweise weisen Kampfflugzeuge anfangs nur beschränkte Fähigkeiten auf, die dann Stück für Stück nachgerüstet werden. So kann ein Flugzeug z. B. zunächst nur mit Luft-Luft-Fähigkeiten ausgeliefert werden, die dann zu einem späteren Entwicklungszeitpunkt um Luft-Boden-Fähigkeiten erweitert werden.
Sind zu einem späteren Zeitpunkt alle geforderten Eigenschaften voll einsatzbereit, so wird die Full Operational Capability erklärt.